# Nelson Marcenaro
Nelson Luis Marcenaro Nieves (Montevideo, 4 de septiembre de 1952 - Montevideo, 13 de mayo de 2021) fue un futbolista uruguayo que jugaba como zaguero izquierdo. Con Peñarol fue campeón de la Copa Libertadores 1982 y de la Copa Intercontinental 1982. Con la selección uruguaya ganó el Mundialito de 1980. Era hermano del exfutbolista y entrenador Roland Marcenaro (n. 1963).

## Biografía
Nació en 1952 en el barrio Capurro de Montevideo. Era hermano del exfutbolista y entrenador Roland Marcenaro (n. 1963) y sobrino de Óscar Marcenaro, preparador físico y director técnico de la selección uruguaya en el Campeonato Sudamericano 1949 en Brasil.
En 1966 comenzó a jugar en las divisiones inferiores del Club Atlético Progreso y cinco años después debutó en el primer equipo, que en ese entonces jugaba en Segunda División.
A fines de 1971 Walter «Cata» Roque lo llevó al Portuguesa Fútbol Club de Venezuela, donde jugó con Jairzinho y obtuvo cinco campeonatos de primera división y tres copas nacionales. En ese mismo año integró la selección preolímpica uruguaya que disputó el Torneo Preolímpico Sudamericano de 1972 en Colombia.
En 1978 pasó a jugar a Peñarol bajo la dirección de Dino Sani, después de que fracasara el pase de Francisco Salomón debido a una fractura en su último partido en el Internacional de Porto Alegre. Ganó los campeonatos uruguayos de 1978, 1979, 1981 y 1982, la Copa Libertadores 1982 y la Copa Intercontinental 1982, frente al Aston Villa inglés por 2 a 0.
Integró la selección uruguaya que jugó la Copa América 1979 y ganó la Copa de Oro de Campeones Mundiales de 1980. Por lesión no pudo jugar la Copa América 1983.
Jugó en Cerro en 1984 y parte de 1985, año en el que se retiró en el Emelec de Ecuador, a los 33 años.
Fue entrenador de El Tanque Sisley en 1995, Cerro en 1996 y Uruguay Montevideo, equipo con el que en 1999 obtuvo la Liga Metropolitana Amateur.
A principios de 2014 creó el grupo de Facebook «Nostálgicos del Fútbol del Uruguay», a partir del que se fundó la Asociación Civil «Nostálgicos del Fútbol del Uruguay», con la finalidad de ayudar a exfutbolistas y otras personas vinculadas al fútbol que se encuentran en dificultades económicas. El grupo ha extendido su ayuda a niños carenciados.